# Segestidea acuminata
Segestidea acuminata är en insektsart som först beskrevs av Kästner 1934.  Segestidea acuminata ingår i släktet Segestidea och familjen vårtbitare. Inga underarter finns listade i Catalogue of Life.